# Bizon
Bizoni so veliki, sodoprsti kopitarji iz rodu Bison v poddružini goveda (Bovinae).
Prepoznani sta dve obstoječi (zober in ameriški bizon) in šest izumrlih vrst. Od šestih izumrlih vrst jih je pet izumrlo v dogodku kvartarnega izumrtja. Bison palaeosinensis se je razvil v zgodnjem pleistocenu v južni Aziji in je bil evolucijski prednik B. priscus (stepski bizon), ki je bil prednik vseh drugih vrst bizonov. Od 2 mia do 6000 pr. n. št. se je stepski bizon razprostiral po mamutski stepi in je naselil Evropo in severno Azijo kot B. schoetensacki (gozdnimi bizoni) in Severno Ameriko z B. antiquus, B. latifrons ter B. occidentalis. Zadnjo vrsto, ki je izumrla, B. occidentalis, je nasledil 3000 pr. n. št. B. bison.
Ameriški bizon, B. bison, ki ga najdemo samo v Severni Ameriki, je ena od dveh še živečih vrst. Čeprav je v Združenih državah in Kanadi splošno znan kot »bivol« (angleško buffalo), je le daljno soroden resničnim bivolom. Severnoameriška vrsta je sestavljena iz dveh podvrst, prerijskega (B. b. bison) in gozdnega bizona (B. b. athabascae), ki je dal ime narodnemu parku Wood Buffalo v Kanadi. Tretja podvrsta, vzhodni bizon (B. b. pennsylvanicus) se ne šteje več za veljaven takson, saj je sinonim za B. b. bison. Zmedene omembe »gozdnega bizona« iz vzhodnih Združenih držav se nanašajo prerijskega bizona, ne pa na B. b. athabascae, ki ga v regiji niso našli. Zober (B. bonasus) je bil v Evropi in na Kavkazu ponovno naseljen po izumrtju v naravi.
Medtem ko so vse vrste bizonov uvrščene v svoj rod, se včasih parijo z domačim govedom (rod Bos) in imajo plodne potomce, ki jih imenujejo beefalo ali žubron.